# Герб Вестерботтена
Герб Вестерботтена (швед. Västerbottens vapen) — символ исторической провинции (ландскапа)
Вестерботтен, Швеция. Также используется как элемент гербов современных административно-территориальных образований ленов Вестерботтен и Норрботтен.

## История
Герб ландскапа с оленем использовался во время похоронной процессии короля Густава Вазы в 1560 году. На рисунке из рукописи 1562 года олень стоит на задних ногах. В XIX в. в гербе добавляются звезды.

## Описание (блазон)
В усыпанном золотыми шестилучевыми звездами лазоревом поле бегущий серебряный северный олень с червлеными рогами и копытами.

## Содержание
Северный олень является типичным представителем местной фауны. Появление звезд объясняют влиянием герба Бернадотов.
Герб ландскапа может увенчиваться герцогской короной.

Герб ландскапа с герцогской короной